# Volcan Army
Die Volcan Army war eine tschadische Rebellengruppe, die vor allem während des Libysch-Tschadischen Grenzkrieges agierte.

## Geschichte
Die Volcan Army entstand 1975 durch die Abspaltung von der Front de Libération Nationale du Tchad (FROLINAT), die einen pro-libyschen Kurs vertrat. Gründe für die Spaltung war die Ablehnung des Generalsekretärs der FROLINAT, Dr. Abba Siddick, sowie die ethnische Spaltung der FROLINAT in Tubus, wie beispielsweise Goukouni Oueddei, und Araber, wie Ahmed Acyl und Hissène Habré. Die Volcan Army bestand nahezu ausschließlich aus Arabern, die aus der FROLINAT austraten und sich der Volcan Army anschlossen.

### Ausrichtung
Die Volcan Army war stark islamisch geprägt und war verbündet mit Libyens Machthaber Gaddafi. Da dieser auch Oueddeis FAP unterstützte, kam es zu Kampfeinsätzen von FAP und Volcan Army, bei denen die Volcan Army aber keine bedeutende Rolle spielte, da sie der FAP und den libyschen Streitkräften materiell wie numerisch deutlich unterlegen war.

### Anführer
Erster Anführer der Volcan Army war Mohammad Baghalani, der bereits 1977 bei einem Autounfall in Tripolis starb. Daraufhin wurde Ahmat Acyl neuer Vorsitzender der Volcan Army, wurde aber nach seinem Tod 1982 durch Acheikh Ibn Oumar abgelöst.

### Operationsgebiet
Die Volcan Army agierte an mehreren Orten im Tschad, insbesondere im Osten nahe der Grenze zum Sudan, wo Kämpfer rekrutiert wurden. Auch in der Provinz Tibesti, die immer wieder im Zentrum der Kämpfe zwischen Libyen und dem Tschad stand, war die Volcan Army präsent. Eine dritte Gruppe gab es in der Region Kanem im Westen des Tschads.

### Konflikt mit Oueddei
1978 kam es zum Konflikt zwischen Acyl, der als Vertrauter Gaddafi galt, und Oueddei, der als Anführer FAP ebenfalls mit Gaddafi verbündet war. Mit libyscher Unterstützung griffen Kämpfer der Volcan Army FAP-Truppen in Faya-Largeau an, mit der Absicht Oueddei zu stürzen und Acyl als mächtigen Mann in der FAP zu etablieren. Der Angriff wurde aber zurückgeschlagen. Die Beziehung zwischen Acyl und Oueddei blieb in Folge angespannt.

### Auflösung
Große Teile der Volcan Army gingen in den von Acyl gegründeten Conseil démocratique révolutionnaire (New Volcan Army) auf.